# 렙 브라운

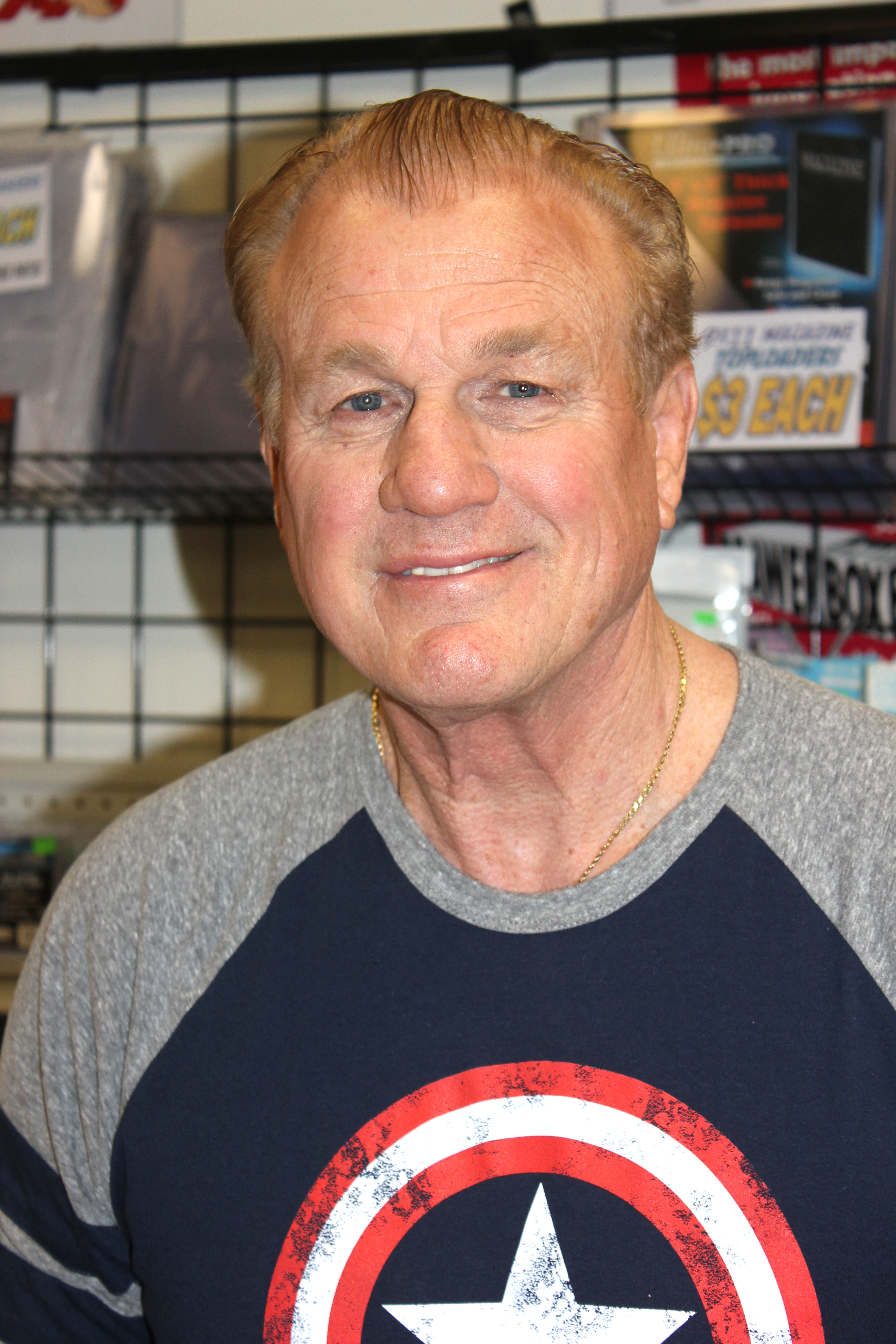

렙 브라운(Robert Brown, 1948년 4월 29일 ~ )은 미국의 영화배우이다.
로스앤젤레스에서 태어났다.

## 출연 작품
- 케이지 2 (1994년)
- 마피아 커넥션 (1990년)
- 스트리트 헌터 (1990년)
- 케이지 (1989년)
- 파이어링 라인 (1988년)
- 우주 폭동 (1988년)
- 전쟁과 절망 (1988년)
- 로보워 (1988년)
- 스트라이크 코만도 (1987년)
- Death of a Soldier (1986)
- 하울링 2 (1985년)
- 초인 헌터욜 (1983년)
- 지옥의 7인 (1983년)
- 스워드 (1982년)
- 캡틴 아메리카 (1979년)
- 금지구역 (1979년)
- 빅 웬즈데이 (1978년)
- 스네이크 (1973년)
- 걸 모스트 라이크리 투 (1973년)

### 텔레비전
- 닥터 웰비 (1973-74)
- 119 구조대 (1974)
- 6백만 달러의 사나이 (1974-75)
- 기동순찰대 (1977)